# Noh Cheonmyeong
No Cheon-myeong (en hangeul : 노천명) est une poétesse coréenne.

## Biographie
No Cheon-myeong est née le 11 novembre 1911 dans la province de Hwanghae alors que la Corée vient d'être annexée par le Japon. En 1934, elle obtient l'équivalent d'une licence d'anglais à l'université des femmes Ewha. Elle fut membre de la Société des Arts Dramatiques et reporter pour plusieurs journaux, en particulier le Chosun Ilbo, le JoongAng Ilbo et le Seoul Shinmun. Elle travailla également en tant que professeur au Collège des arts Sorabol, à l'université Ewha ainsi qu'à l'université Kookmin. Elle est décédée le 10 décembre 1957.
Pendant la Guerre de Corée, elle fut condamnée à 20 ans de prison pour avoir participé à des actions antigouvernementale : grâce au soutien des écrivains Kim Gwang-seop et Lee Heon-gu, elle fut libérée après 6 mois d'emprisonnement.

## Œuvre
Elle a fait ses débuts littéraires avec la publication de son poème Le bateau de ma jeunesse (Nae cheongchunui baeneun). Une publication posthume de ses poèmes a vu le jour en 1958 sous le titre de Chansons d'une biche (Saseumui norae) En 1960, sa famille a publié un recueil de l'ensemble de ses travaux. 
L'Institut coréen de traduction littéraire (LTI of Korea) présente son œuvre de cette manière :
Dans son premier recueil de poèmes, No Cheon-myeong évoque un monde empreint de nostalgie, constitué d'images et de souvenirs de son enfance. Des poèmes comme Autoportrait (Jahwasang) et Biche (Saseum) sont des explorations existentielles de la solitude. Son deuxième recuerl, À la fenêtre (Changbyeon), qui fut publié après la déclaration d'indépendance en Corée, évoque les thèmes de la nostalgie, de la solitude et de l'amour. Cette seconde série de poèmes est souvent considérée comme un prolongement direct de son premier recueil. Sa poésie se veut comme une transgression du passé, un passé qu'il lui faut surmonter pour justement dépasser ce sentiment de nostalgie.